# Mont Lee
Le mont Lee (en anglais Mount Lee) est l'un des sommets des monts Santa Monica, compris dans le Griffith Park de Los Angeles, aux États-Unis. Culminant à 512 mètres d'altitude, il doit sa renommée au panneau Hollywood, situé sur son versant Sud.

## Panneau Hollywood
Sur le mont Lee se trouve à l'origine la banlieue « Hollywoodland », pour laquelle la célèbre enseigne est créée.
Pour la voir, il faut remonter Gower Street vers le nord en venant d'Hollywood Boulevard. Il est également possible de prendre les rues Franklin et Beachwood. Le panneau Hollywood est aussi visible au nord de Mulholland Highway.